# Skeleton-Weltcup 2002/03
Der Skeleton-Weltcup 2002/03 war eine zwischen dem 23. November 2002 und dem 2. Februar 2003 von der FIBT veranstaltete Wettkampfserie im Skeleton. Saisonhöhepunkt war im Anschluss an die Weltcuprennen die Skeleton-Weltmeisterschaft 2003 in Nagano. Der US-Amerikaner Chris Soule und die Kanadierin Michelle Kelly gewannen die Gesamtwertungen jeweils zum ersten Mal. In den Nationenwertungen lagen ebenfalls bei den Männern die USA und bei den Frauen Kanada vorn. Der Gesamtsieger der Vorsaison, Gregor Stähli, wurde Fünfter; die Vorjahressiegerin Alexandra Coomber hatte ihre Karriere nach den Olympischen Spielen 2002 beendet. Als Unterbau zum Weltcup fungierten der Europacup und der America’s Cup.

## Weltcup-Übersicht
| Weltcup in Calgary, 23. November 2002 | Weltcup in Calgary, 23. November 2002 | Weltcup in Calgary, 23. November 2002 | Weltcup in Calgary, 23. November 2002 | Weltcup in Calgary, 23. November 2002 |
| ------------------------------------- | ------------------------------------- | ------------------------------------- | ------------------------------------- | ------------------------------------- |
| Disziplin                             | Erster Platz                          | Zweiter Platz                         | Dritter Platz                         |                                       |
| Frauen                                | Lindsay Alcock                        | Michelle Kelly                        | Maya Pedersen                         |                                       |
| Männer                                | Jeff Pain                             | Duff Gibson                           | Gregor Stähli                         |                                       |

| Weltcup in Park City, 30. November 2002 | Weltcup in Park City, 30. November 2002 | Weltcup in Park City, 30. November 2002 | Weltcup in Park City, 30. November 2002 | Weltcup in Park City, 30. November 2002 |
| --------------------------------------- | --------------------------------------- | --------------------------------------- | --------------------------------------- | --------------------------------------- |
| Disziplin                               | Erster Platz                            | Zweiter Platz                           | Dritter Platz                           |                                         |
| Frauen                                  | Tristan Gale                            | Lindsay Alcock                          | Michelle Kelly                          |                                         |
| Männer                                  | Jeff Pain                               | Martin Rettl                            | Kazuhiro Koshi                          |                                         |

| Weltcup in Lake Placid, 6. Dezember 2002 | Weltcup in Lake Placid, 6. Dezember 2002 | Weltcup in Lake Placid, 6. Dezember 2002 | Weltcup in Lake Placid, 6. Dezember 2002 | Weltcup in Lake Placid, 6. Dezember 2002 |
| ---------------------------------------- | ---------------------------------------- | ---------------------------------------- | ---------------------------------------- | ---------------------------------------- |
| Disziplin                                | Erster Platz                             | Zweiter Platz                            | Dritter Platz                            |                                          |
| Frauen                                   | Lindsay Alcock                           | Michelle Kelly                           | Deanna Panting                           |                                          |
| Männer                                   | Chris Soule                              | Kevin Ellis                              | Brady Canfield                           |                                          |

| Weltcup in Igls, 17. Januar 2003 | Weltcup in Igls, 17. Januar 2003 | Weltcup in Igls, 17. Januar 2003 | Weltcup in Igls, 17. Januar 2003 | Weltcup in Igls, 17. Januar 2003 |
| -------------------------------- | -------------------------------- | -------------------------------- | -------------------------------- | -------------------------------- |
| Disziplin                        | Erster Platz                     | Zweiter Platz                    | Dritter Platz                    |                                  |
| Frauen                           | Lindsay Alcock                   | Jekaterina Mironowa              | Michelle Kelly                   |                                  |
| Männer                           | Gregor Stähli                    | Chris Soule                      | Martin Rettl                     |                                  |

| Weltcup und Europameisterschaft in St. Moritz, 24. Januar 2003 | Weltcup und Europameisterschaft in St. Moritz, 24. Januar 2003 | Weltcup und Europameisterschaft in St. Moritz, 24. Januar 2003 | Weltcup und Europameisterschaft in St. Moritz, 24. Januar 2003 | Weltcup und Europameisterschaft in St. Moritz, 24. Januar 2003 |
| -------------------------------------------------------------- | -------------------------------------------------------------- | -------------------------------------------------------------- | -------------------------------------------------------------- | -------------------------------------------------------------- |
| Disziplin                                                      | Erster Platz                                                   | Zweiter Platz                                                  | Dritter Platz                                                  |                                                                |
| Frauen                                                         | Michelle Kelly                                                 | Mellisa Hollingsworth                                          | Lindsay Alcock                                                 |                                                                |
| Männer                                                         | Chris Soule                                                    | Jeff Pain                                                      | Walter Stern                                                   |                                                                |

| Weltcup in Altenberg, 2. Februar 2003 | Weltcup in Altenberg, 2. Februar 2003 | Weltcup in Altenberg, 2. Februar 2003 | Weltcup in Altenberg, 2. Februar 2003 | Weltcup in Altenberg, 2. Februar 2003 |
| ------------------------------------- | ------------------------------------- | ------------------------------------- | ------------------------------------- | ------------------------------------- |
| Disziplin                             | Erster Platz                          | Zweiter Platz                         | Dritter Platz                         |                                       |
| Frauen                                | Diana Sartor                          | Michelle Kelly                        | Maya Pedersen                         |                                       |
| Männer                                | Philippe Cavoret                      | Walter Stern                          | Kazuhiro Koshi                        |                                       |

| Weltmeisterschaft in Nagano, 15./16. Februar 2003 | Weltmeisterschaft in Nagano, 15./16. Februar 2003 | Weltmeisterschaft in Nagano, 15./16. Februar 2003 | Weltmeisterschaft in Nagano, 15./16. Februar 2003 | Weltmeisterschaft in Nagano, 15./16. Februar 2003 |
| ------------------------------------------------- | ------------------------------------------------- | ------------------------------------------------- | ------------------------------------------------- | ------------------------------------------------- |

## Gesamtstand Männer
| Rang | Name                    | Land                   | CAL | PAR | LAK | IGL | STM | ALT | Punkte |
| ---- | ----------------------- | ---------------------- | --- | --- | --- | --- | --- | --- | ------ |
| 1.   | Chris Soule             | Vereinigte Staaten     | 06  | 06  | 01  | 02  | 01  | 07  | 238    |
| 2.   | Jeff Pain               | Kanada                 | 01  | 01  | 05  | 05  | 02  | 13  | 234    |
| 3.   | Kazuhiro Koshi          | Japan                  | 04  | 03  | 13  | 06  | 10  | 03  | 194    |
| 4.   | Martin Rettl            | Österreich             | 09  | 02  | 15  | 03  | 11  | 05  | 184    |
| 5.   | Gregor Stähli           | Schweiz                | 03  | 04  | –   | 01  | 04  | –   | 167    |
| 6.   | Kristan Bromley         | Vereinigtes Königreich | 07  | 07  | 14  | 04  | 12  | 06  | 166    |
| 7.   | Duff Gibson             | Kanada                 | 02  | 15  | 06  | 08  | 17  | 09  | 161    |
| 8.   | Walter Stern            | Österreich             | 19  | 17  | 10  | 14  | 03  | 02  | 155    |
| 9.   | Kevin Ellis             | Vereinigte Staaten     | 14  | 10  | 02  | 10  | 06  | 18  | 155    |
| 10.  | Paul Boehm              | Kanada                 | 11  | 18  | 04  | 07  | 05  | 22  | 147    |
| 11.  | Brady Canfield          | Vereinigte Staaten     | 18  | 05  | 03  | 12  | 19  | 10  | 146    |
| 12.  | Philippe Cavoret        | Frankreich             | 16  | 11  | 07  | 11  | 27  | 01  | 141    |
| 13.  | Snorre Pedersen         | Norwegen               | 08  | 13  | 16  | 18  | 13  | 04  | 133    |
| 14.  | Zach Lund               | Vereinigte Staaten     | 10  | 08  | 09  | 38  | 09  | 08  | 127    |
| 15.  | Cédric Tamani           | Schweiz                | 13  | 11  | 08  | 15  | 08  | 19  | 124    |
| 16.  | Dirk Matschenz          | Niederlande            | 05  | 09  | 11  | –   | –   | –   | 081    |
| 17.  | Stefano Maldifassi      | Italien                | 24  | 24  | 20  | 13  | 23  | 14  | 074    |
| 18.  | Florian Grassl          | Deutschland            | –   | –   | –   | 09  | 07  | 15  | 071    |
| 19.  | Stuart Hayden           | Vereinigtes Königreich | 25  | 25  | 21  | 21  | 18  | 23  | 059    |
| 20.  | Masaru Inada            | Japan                  | 12  | 14  | 17  | 26  | –   | –   | 058    |
| 21.  | Reinhold Pescosta       | Italien                | 23  | 22  | 28  | 22  | 21  | 20  | 055    |
| 22.  | Andy Böhme              | Deutschland            | 17  | 19  | 11  | –   | –   | –   | 049    |
| 23.  | Nathan Cicoria          | Kanada                 | –   | –   | –   | 17  | 25  | 11  | 043    |
| 24.  | Willi Schneider         | Deutschland            | 22  | 16  | 19  | –   | –   | –   | 039    |
| 25.  | Grégory Saint-Géniès    | Frankreich             | 30  | 29  | 24  | 30  | 15  | 24  | 037    |
| 26.  | Jürg Wenger             | Schweiz                | 20  | 23  | –   | –   | 16  | –   | 037    |
| 27.  | Wolfram Lösch           | Deutschland            | –   | –   | –   | 19  | 28  | 16  | 032    |
| 28.  | Turc Harmesynn          | Kanada                 | 15  | 28  | 22  | –   | –   | –   | 030    |
| 29.  | Konstantin Aladaschwili | Russland               | 26  | 21  | 27  | 23  | 32  | –   | 029    |
| 30.  | Markus Penz             | Österreich             | 27  | 20  | 23  | 29  | –   | –   | 027    |
| 31.  | Odd Arne Almli          | Norwegen               | –   | –   | –   | 25  | 23  | 21  | 027    |
| 32.  | Hiroyuki Maruyama       | Japan                  | –   | –   | –   | 36  | 14  | 25  | 025    |
| 33.  | Yūki Nozawa             | Japan                  | 21  | –   | 18  | –   | –   | –   | 025    |
| 34.  | Simon Wiesheu           | Deutschland            | –   | –   | –   | 27  | –   | 12  | 024    |
| 35.  | Peter van Wees          | Niederlande            | 28  | 31  | 29  | 32  | 29  | 17  | 022    |
| 36.  | Uwe Müller              | Österreich             | –   | –   | –   | 16  | 26  | –   | 021    |
| 37.  | Jean-Claude Ray         | Schweiz                | 29  | 30  | 25  | 24  | –   | 28  | 021    |
| 38.  | Kang Kwang-bae          | Südkorea               | –   | –   | –   | 20  | –   | –   | 012    |
| 38.  | Felix Poletti           | Schweiz                | –   | –   | –   | –   | 20  | –   | 012    |
| 40.  | Steve Anson             | Vereinigtes Königreich | –   | –   | –   | –   | 21  | –   | 011    |
| 41.  | Kōshun Tōjō             | Japan                  | –   | 27  | –   | –   | –   | 26  | 09     |
| 42.  | Josef Chuchla           | Tschechien             | 31  | DSQ | 26  | 32  | 30  | –   | 06     |
| 43.  | Tim Cassin              | Irland                 | 34  | 26  | –   | –   | –   | –   | 05     |
| 44.  | A.J. Sutherland         | Vereinigtes Königreich | –   | –   | –   | 31  | –   | 27  | 04     |
| 45.  | Alexander Mutowin       | Russland               | –   | –   | –   | 28  | 31  | –   | 03     |
| 46.  | Alexander Archipenko    | Russland               | 33  | 32  | 30  | –   | –   | –   | 01     |
| –    | David Connolly          | Irland                 | –   | –   | –   | 34  | –   | –   | 0      |
| –    | Håvard Engelien         | Norwegen               | 32  | 33  | –   | –   | –   | –   | 0      |
| –    | Erik Geerts             | Niederlande            | –   | –   | –   | 35  | –   | –   | 0      |
| –    | Marek Jiřičko           | Tschechien             | –   | –   | –   | 37  | 33  | –   | 0      |

### Nationenwertung Männer
| Rang | Land                   | Punkte |
| ---- | ---------------------- | ------ |
| 1    | Vereinigte Staaten     | 428    |
| 2    | Kanada                 | 425    |
| 3    | Österreich             | 382    |
| 4    | Schweiz                | 353    |
| 5    | Japan                  | 345    |
| 6    | Vereinigtes Königreich | 309    |
| 7    | Deutschland            | 298    |
| 8    | Frankreich             | 267    |
| 9    | Norwegen               | 245    |
| 10   | Italien                | 238    |
| 11   | Niederlande            | 184    |
| 12   | Russland               | 127    |
| 13   | Tschechien             | 57     |
| 14   | Irland                 | 29     |
| 15   | Südkorea               | 21     |

## Gesamtstand Frauen
| Rang | Name                  | Land                   | CAL | PAR | LAK | IGL | STM | ALT | Punkte |
| ---- | --------------------- | ---------------------- | --- | --- | --- | --- | --- | --- | ------ |
| 1.   | Michelle Kelly        | Kanada                 | 02  | 03  | 02  | 03  | 01  | 02  | 184    |
| 2.   | Lindsay Alcock        | Kanada                 | 01  | 02  | 01  | 01  | 03  | 08  | 182    |
| 3.   | Tristan Gale          | Vereinigte Staaten     | 04  | 01  | 05  | 04  | 08  | 10  | 142    |
| 4.   | Maya Pedersen         | Schweiz                | 03  | 04  | 04  | 11  | 10  | 03  | 137    |
| 5.   | Diana Sartor          | Deutschland            | 05  | 05  | 07  | 09  | 07  | 01  | 136    |
| 6.   | Mellisa Hollingsworth | Kanada                 | 08  | 08  | 06  | 08  | 02  | 12  | 120    |
| 7.   | Deanna Panting        | Kanada                 | 11  | 17  | 03  | 05  | 04  | –   | 100    |
| 8.   | Jekaterina Mironowa   | Russland               | 06  | 09  | 10  | 02  | 15  | –   | 096    |
| 9.   | Tanja Morel           | Schweiz                | 12  | 14  | 15  | 13  | 09  | 07  | 086    |
| 10.  | Kathrine Koczynski    | Vereinigte Staaten     | 15  | 07  | 13  | 12  | 13  | 10  | 086    |
| 11.  | Monique Riekewald     | Deutschland            | 07  | –   | 08  | 06  | 06  | DNF | 079    |
| 12.  | Eiko Nakayama         | Japan                  | 10  | 16  | 09  | 14  | 05  | –   | 078    |
| 13.  | Dany Locati           | Italien                | 16  | 11  | 16  | 10  | 24  | 06  | 074    |
| 14.  | Natsuko Kanke         | Japan                  | 14  | 12  | 12  | 20  | 18  | 13  | 067    |
| 15.  | Steffi Hanzlik        | Deutschland            | 09  | 06  | 14  | –   | 14  | –   | 062    |
| 16.  | Natasha Ellison       | Vereinigte Staaten     | 17  | 13  | 17  | 16  | 16  | 15  | 062    |
| 17.  | Kerstin Jürgens       | Deutschland            | –   | –   | –   | 07  | 20  | 05  | 048    |
| 18.  | Louise Corcoran       | Neuseeland             | 19  | 18  | 20  | 18  | 23  | 14  | 044    |
| 19.  | Noelle Pikus-Pace     | Vereinigte Staaten     | –   | –   | –   | 15  | 11  | 09  | 043    |
| 20.  | Desirée Bjerke        | Norwegen               | 13  | 15  | 21  | 21  | 19  | –   | 041    |
| 21.  | Ljudmila Klak         | Russland               | 20  | 21  | 19  | 28  | 12  | 18  | 040    |
| 22.  | Felicia Canfield      | Vereinigte Staaten     | 18  | 10  | 11  | –   | –   | –   | 039    |
| 23.  | Carina Willoughby     | Vereinigtes Königreich | 21  | 19  | 18  | 22  | 17  | –   | 033    |
| 24.  | Kelly Moffat          | Neuseeland             | 22  | 20  | 22  | 24  | 25  | 16  | 027    |
| 25.  | Julia Eichhorn        | Deutschland            | –   | –   | –   | –   | –   | 04  | 025    |
| 26.  | Lydia Mayr            | Österreich             | –   | –   | –   | 19  | 21  | –   | 012    |
| 27.  | Kazue Kineri          | Japan                  | –   | –   | –   | 26  | 27  | 17  | 09     |
| 28.  | Costanza Zanoletti    | Italien                | –   | –   | –   | 17  | –   | –   | 09     |
| 29.  | Donna Reeve           | Vereinigtes Königreich | 23  | 22  | 24  | 27  | 26  | –   | 09     |
| 30.  | Heather Ratnage-Black | Vereinigtes Königreich | 24  | 23  | 23  | –   | –   | –   | 08     |
| 31.  | Michaela Pitsch       | Schweiz                | –   | –   | –   | –   | 22  | –   | 04     |
| 32.  | Judith Huber          | Italien                | –   | –   | –   | 23  | –   | –   | 03     |
| 33.  | Jessica Kilian        | Schweiz                | –   | –   | –   | 25  | –   | –   | 01     |

### Nationenwertung Frauen
| Rang | Land                   | Punkte |
| ---- | ---------------------- | ------ |
| 1    | Kanada                 | 344    |
| 2    | Deutschland            | 303    |
| 3    | Vereinigte Staaten     | 275    |
| 4    | Schweiz                | 267    |
| 5    | Japan                  | 212    |
| 6    | Russland               | 181    |
| 7    | Neuseeland             | 131    |
| 8    | Italien                | 117    |
| 9    | Vereinigtes Königreich | 92     |
| 10   | Norwegen               | 66     |
| 11   | Österreich             | 22     |